# Isabella Mouratidou
Isabella Eleni Mouratidou, född 5 augusti 1997 i Stockholm i Sverige, är en svensk handbollsspelare som spelar som målvakt i Skara HF.

## Karriär
Mouratidou började tidigt att spela handboll i moderklubben Torslanda HK. Hon värvades redan 2012 till IK Sävehofs juniorlag, och debuterade 2015 i A-truppen. Hon har tillsammans med IK Sävehof tagit tre SM-guld.
Sedan 2023 spelar hon i Skara HF, då hon blev blixtinkallad för att ersätta skadade Lærke Sörensen. 2025 blev Mouratidou utsedd till Årets målvakt i Handbollsligan dam, och samma år blev Skara HF svenska mästare, då de slog IK Sävehof med 3-1 i matcher.

## Meriter
- SM-guld med IK Sävehof (2016, 2018, 2019)
- SM-guld med Skara HF (2025)